# Bundesliga de 1989–90
A Primeira Divisão do Campeonato Alemão de Futebol da temporada 1989-1990, denominada oficialmente de Fußball-Bundesliga 1989-1990, foi a 27º edição da principal divisão do futebol alemão. O campeão foi o FC Bayern München que conquistou seu 12º título na história do Campeonato Alemão.

## Premiação
| 1. Fußball-Bundesliga 1989-1990          |
| Baviera                                  |
| ---------------------------------------- |
| FC BAYERN MÜNCHEN Bicampeão (12º título) |